# Jan Fabijus
Jan Fabijus (Narden, 5. jul 1888 — Hag, 30. jul 1964) bio je holandski vojnik, novinar, autor i političar.

## Balkanski ratovi
Fabijus je od 1907. do 1910. godine pohađao Kraljevsku vojnu akademiju u Bredi, a u junu 1910. godine je proizveden u artiljerijskog potporučnika holandske vojske. Kasnije je premešten u prvi puk poljske artiljerije, u garnizonu u Utrehtu. Godine 1912. uzeo je „sprecijalno odsustvo“ kako bi izveštavao o Balkasnkim ratovima za novine izdavačke kuće Sejthof. U oktobru te godine se iz Utrehta zaputio na Balkansko poluostrvo, gde ga je ratni dopisnik berlinskog dnevnog lista Berliener tageblatt Pol Bloh (Paul Bloch) predstavio u nekoliko članaka. Bloh je ovako opisao Fabijusa: Bio je toliko svež i radostan i pun nade, sa svojom kratko ošišanom plavom kosom i bistrim, iskrenim očima na mladom licu, da nam je u roku od deset minuta ulio hrabrost. Sve mu je bilo divno i interesantno i poučno, čak i kaljuga na putu. Kada su neki momci prošli sa kofama punim vode za gašenje požara, odmah se dao u trk. Kasnije se vratio crn kao odžačar; ponovo je njemu sve bilo lepo kao u bajci, ta u pitanju je bio pravi požar. Pričao je i o svom zgodnom ocu i dobroj majci i priređivao je najdivnije kulinarske priredbe kojima sam ikada prisustvovao.
Fabijus je tada za holandske dnevne listove pisao seriju članaka pod naslovom "Rat na Balkanu. Pisma ratnog dopisnika" (De oorog in de Balkan. Brieven van onze oorlogcorrespondent). U njima je, između ostalog, opisivao i svoja putovanja vozom kroz zemlju, obaveštavao o kretanjima vojnih trupa i vrlo slikovito opisivao pejzaže. Uz korespondenta američkog dnevnog lista Daily News, bio je jedini ratni dopisnik koji je sa bugarski artiljerijskih položaja posmatrao napad na Jedrene; njegova pozicija nije bila laka jer su Bugari pokušavali da spreče prisustvo stranaca na žarištu borbe (Fabijus se lažno predstavio kao lekar i, igrajući ovu ulogu, pro forme tu i tamo delio aspirine). 
Kasnije je takođe bio jedini koji je uspeo da provede značajan deo vremena posmatrajući izbliza borbu između Turaka i Crnogoraca na severu Albanije.

## Mirovna misija u Albaniji
Kada je 1914. godine Vilhelm od Vida ('Wilhelm zu Wied') postao vladar Albanije, Holandija je poslala mirovnu misiju pod vođstvom pukovnika V. De Vera (V. De Veer)' i majora L. Tomsona (L. Thomson), kako bi oformila lokalnu žandarmeriju. Fabijus je, kao stariji poručnik (tada pri prvom puku poljske artiljerije), takođe bio deo ove ekspedicije, o čemu je pisao u svojoj knjizi "Šest meseci u Albaniji" ('Zes maanden in Albanië'). Za potrebe ove misije, dobio je odobrenje da privremeno stupi u albansku vojnu službu, pod uslovom da se nakon perioda od tri godine vrati u službu kopnene vojske. Fabijusov čin je tamo bio kapetan žandarmerije. Oficire su slali na područje bojišta između Albanaca i Crnogoraca u blizini mesta Tuzi, kako bi smirivali strasti albanskog stanovništva koje je živelo u područjima dodeljenim od strane međunarodne komisije; ovo je bilo neophodno kako Albanci ne bi dali povod Crnogorcima, koji su se na drugoj strani granice borili sa Albancima nastanjenim na crnogorskoj teritoriji, da krenu u juriš na albansku teritoriju. S obzirom da albanska vlada nije imala dovoljno novca, oficirima nije pošlo za rukom da organizuju žandarmeriju u Skadru. Nakon što je L. Tomson tamo poginuo, očekivalo se da će holandska vlada povući svoje oficire, što se nije direktno dogodilo. I sam Fabijus je ranjen u kolenu tokom misije prilikom trzaja topa, ali je ipak, hramljući, svako veče išao u svoju bateriju. 
U Draču, gde su boravili oficiri i do kojeg se prostirala albanska teritorija, vlast je sprovođena četvorojako - od strane kralja, kontrolne komisije, ministarstva i stranih izaslanika. U ovom haosu, sa kontradiktornim naredbama, holandski oficiri su morali sami da se snalaze. Pobunjenici van grada su redovno bili obaveštavani o razvoju situacije u gradu i o planiranim kretanjimavojske. Misija je, dakle, propala i okončana 27. jula 1914. godine, neposredno pre izbijanja Prvog svetskog rata. Pri povratku u Holandiju, Fabijus je održao predavanje o svojim aktivnostima u Albaniji; tom prilikom je objasnio da su Albanci čudni momci i da je Albanija čudna država. Nakon Tomsonove smrti, kaže Fabijus, znali smo da se ništa neće završiti kako treba. Najveća greška je, prema njegovom mišljenju, bilo to što nije bilo centralne vlasti na koju bi se mogli osloniti. Fabijus je 1918. godine objavio ilustrovanu knjigu o svojim doživljajima - "Šest meseci u Albaniji".